# Copa Trivulzio

Copa Trivulzio (principios del), exhibida en el Museo Arqueológico de Milán.

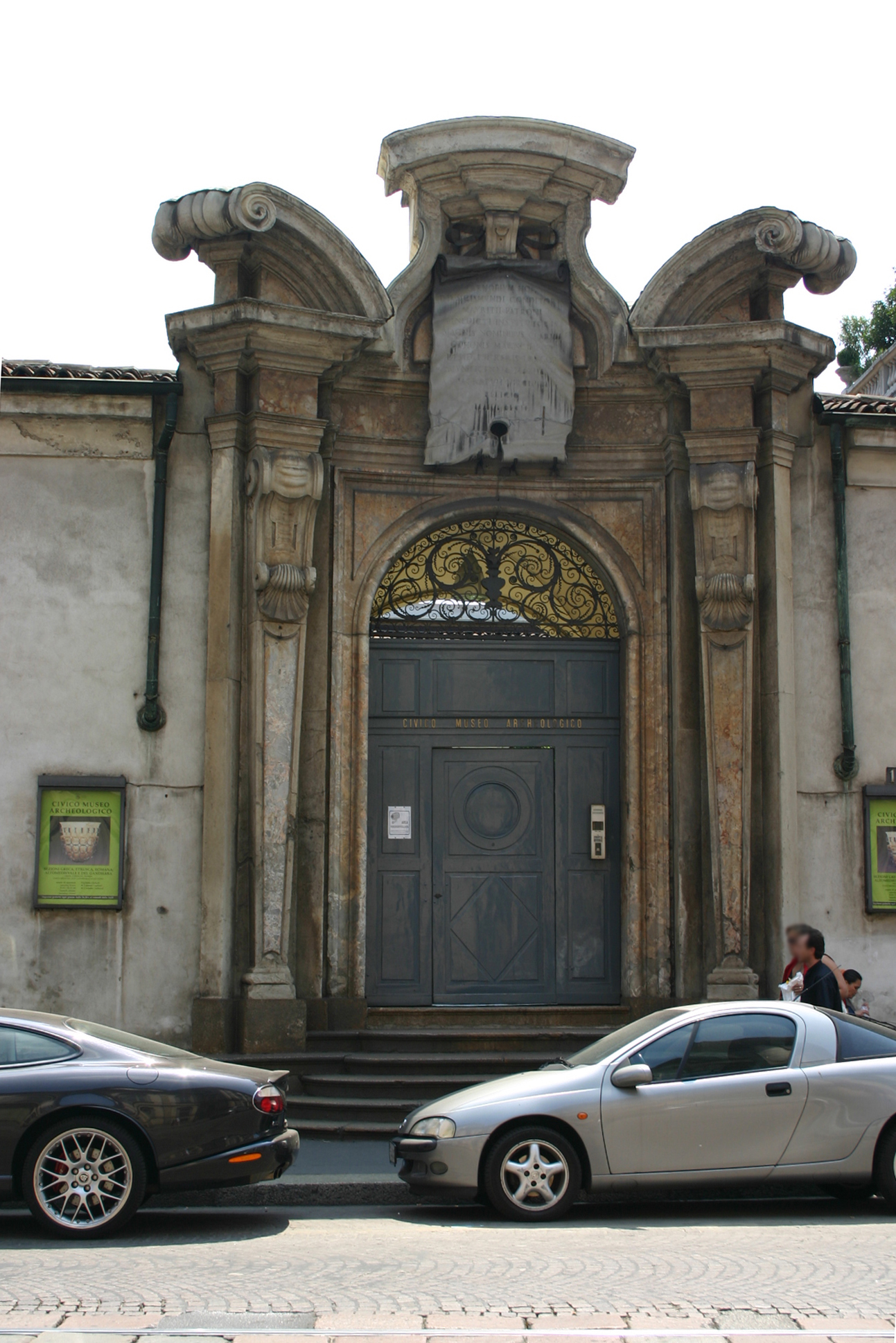
Portón de entrada al Museo Arqueológico de Milán

La Copa Trivulzio es una diatreta de vidrio que data del siglo IV d. C., elaborada por orfebres del Imperio romano y que fue hallada en 1675 en Castellazzo Novarese, una localidad y comune italiana de la provincia de Novara, en la región de Piamonte.

## Historia
La diatreta, de exquisita factura, típica de algunos talleres especializados de los que solo tenemos noticias en las cercanías de las grandes capitales del Imperio del siglo IV d. C., formaba parte del rico ajuar funerario depositado en el sarcófago de mármol de un hombre de alto rango, probablemente cercano a la corte imperial, que se descubrió durante unas labores de arado el 9 de junio de 1725  en la zona entre Castellazzo Novarese y Mandello Vitta, junto con un peine de marfil y otros objetos que se han perdido. Tras el fallecimiento de su primer propietario, Everardo Visconti, la copa fue ofrecida por el anticuario Ferdinando Dardanoni al abad marqués Carlo Trivulzio, erudito coleccionista de objetos de arte, quien, reconociendo su inestimable valor, la adquirió en 1777, incorporándola a su colección, que se exhibió en el museo familiar Trivulzio.
El preciado objeto adquirió fama inmediata tras ser descrito en la Historia de las artes del dibujo entre los antiguos (1779) por el muy conocido historiador de arte y arqueólogo alemán Winckelmann, quien había podido observar el objeto que Trivulzio ya había descrito en su manuscrito Observaciones de Carlo Trivulzio Patricio Milanese alrededor de una antigua copa de cristal.
El objeto fue finalmente adquirido por el Ayuntamiento de Milán en 1935 y expuesto en su ubicación actual en el Museo Arqueológico.
En la publicación del quinto volumen del Corpus Inscriptionum Latinarum en 1877, Theodor Mommsen asoció erróneamente la diatreta con la tumba de Atilia Sabina, un sarcófago serizzo hallado en la zona de Novara en 1675. Ettore Pais repitió el error en el Supplementa Italica unos años más tarde, lo que llevó a la creencia durante casi un siglo de que la diatreta provenía de la tumba de Atilia Sabina. En 1964, la publicación de un documento del Archivo Capitular de la Catedral de Novara permitió aclarar definitivamente la cuestión.

## Simbología
Se trata de una diatreta, vaso o copa de bronce o más generalmente de vidrio que se adornaba con labores de relieve o nielado y que en este caso se cree que podría haber sido un regalo.

## Características
- Forma: diatreta.
- Material: Vidrio blanco.
- Contexto/Estilo: romano.
- Técnica: grabado, nielado.
- Iconografía: Inscripción, "Bibe vivas multis annis"[1]
- Altura: 12 centímetros.

## Conservación
La pieza se exhibe de manera permanente en el Museo Arqueológico de Milán, aunque anteriormente fue propiedad del abad Trivulzio y del Ayuntamiento de Milán.